# Les Invalides
Les Invalides – wybudowany z inicjatywy króla Ludwika XIV wielki kompleks budynków w Paryżu, na lewym brzegu Sekwany. Od początku istnienia służył jako szpital i pensjonat dla inwalidów wojennych. W swoich salach mógł pomieścić około cztery tysiące chorych i rannych. Kompleks ten składa się z Pałacu Inwalidów (fr. Hôtel des Invalides), wybudowanego według projektu Libérala Bruanta w stylu klasycystycznym w 1676 oraz kościoła Inwalidów (fr. Dôme des Invalides), wzniesionego w 1706 roku przez Jules'a Hardouin-Mansarta, w którym spoczywają szczątki Napoleona Bonaparte.

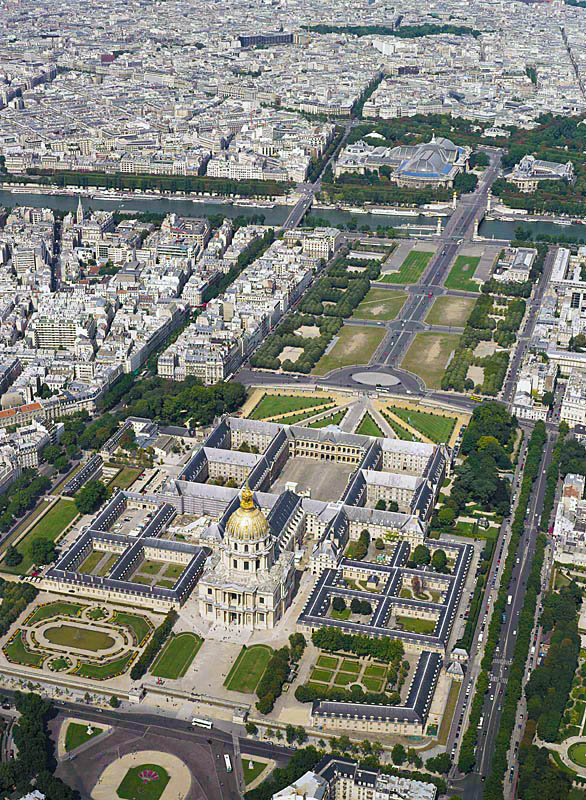
Kompleks Les Invalides, z pozłoconą kopułą Dôme des Invalides

W Pałacu Inwalidów znajdują się następujące muzea: Musée de l’Armée, Musée de l'Ordre de la Liberation i Musée des Plans-Reliefs.

## Historia

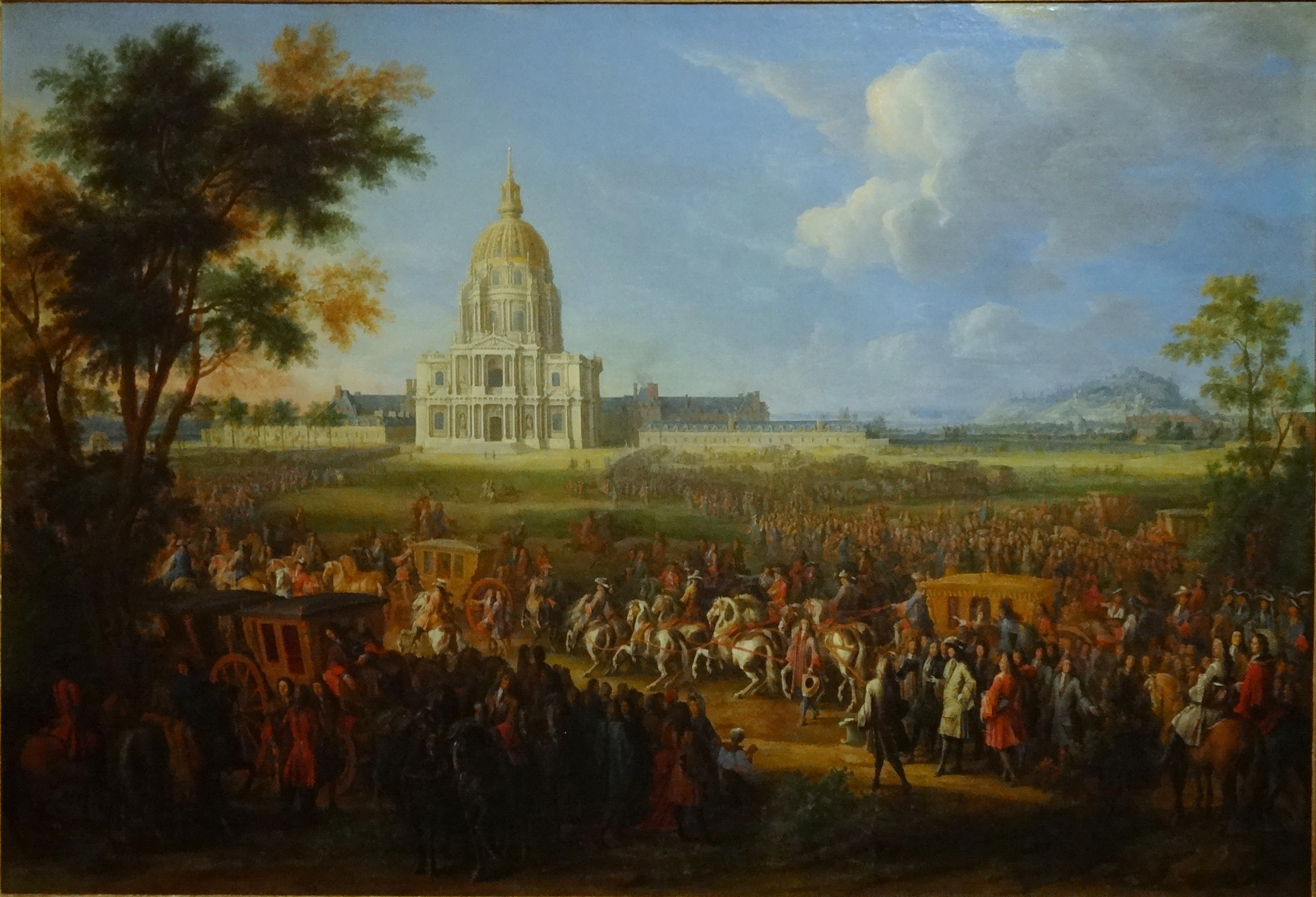
Ludwik XIV odwiedzający Hotel Royal des Invalides w 1706, obraz Pierre-Denis Martin

Ludwik XIV zainicjował projekt postanowieniem z dnia 24 listopada 1670 roku, jako dom i szpital dla starszych i rannych żołnierzy: nazwa ta jest skrótem od Hôpital des invalides. Jego architektem był Libéral Bruant, którego projekt został wybrany przez Ludwika XIV spośród 8 zaproponowanych. Projekt był wzorowany na planie pałacu Eskurial koło Madrytu, inspirował się także ówczesnymi paryskimi szpitalami (la Salpêtrière, hospicjum Incurables). Prace trwały między marcem 1671 (pierwszy kamień położono 30 listopada 1671), a lutym 1674. Miejsce wybrano na podparyskiej równinie Grenelle. W czasie rozbudowywania projekt został ukończony w 1676 roku, z przodu rzeki mierzył 196 metrów i miał 15 dziedzińców z czego największym był cour d’honneur (dziedziniec honorowy) dla parad wojskowych. To wtedy zrozumiano, że weterani wymagają kaplicy. Jules Hardouin Mansart asystował starszemu Bruantowi i ukończyli kaplicę w 1679 roku według wzorów Bruanta po jego śmierci (nie mogło to być, gdyż zmarł 22 listopada 1697 r.). Kaplica jest znana pod nazwą Église Saint-Louis des Invalides. Wymagano przy niej codziennej obecności.
Krótko po tym jak kaplica dla weteranów została ukończona Ludwik XIV zlecił Mansartowi zbudowanie oddzielnej prywatnej kaplicy królewskiej nazwanej Église du Dôme. Inspirowana bazyliką św. Piotra w Rzymie, przy wszystkich barokowych kopułach była jednym z triumfów francuskiej architektury barokowej. Mansart wzniósł bęben z piętrowym poddaszem nad głównym gzymsem oraz zastosował motyw sparowanej kolumny w swoim bardziej skomplikowanym temacie rytmicznym. Ogólny program jest rzeźbiarski, ale ściśle zintegrowany, bogaty, ale wyważony, konsekwentnie realizowany poprzez spore ograniczenie jego wymiaru wertykalnego prążkowaną i półkolistą kopułą. Kopuła kaplicy jest umieszczona centralnie pośrodku sądu honorowego. Została ukończona w 1708 roku.
Wnętrze kopuły zostało namalowane przeze Charlesa de La Fosse barokową iluzją przestrzeni widzianą od dołu. Obraz został ukończony w roku 1705.

## Architektura

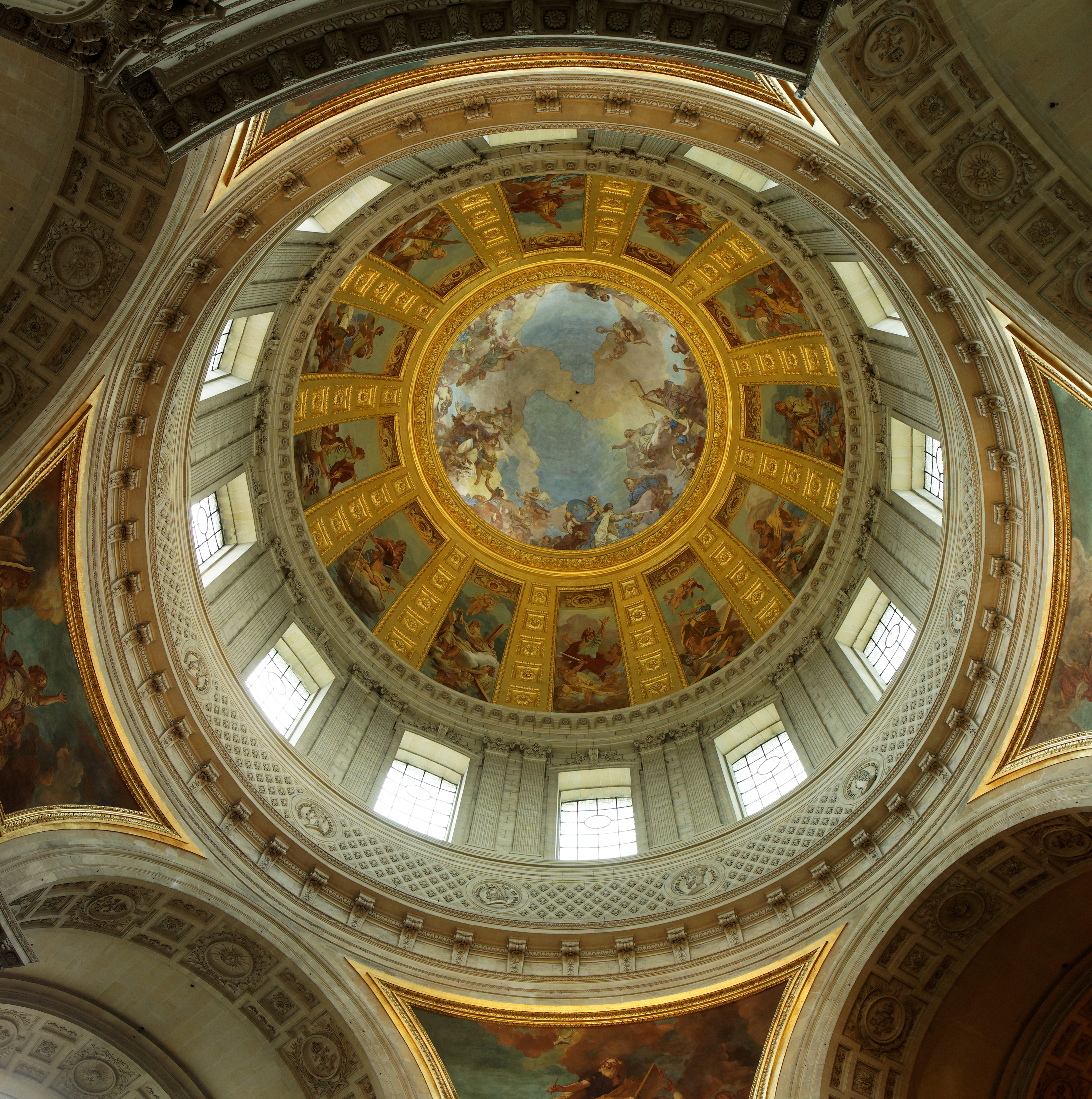
Kopuła kaplicy Hardouina – Masarta

Na przodzie Les Invalides, od strony północnej, znajduje się kopuła kaplicy Hardouina – Masarta. Jest wystarczająco duża aby zdominować długą fasadę, ale harmonizuje z będącymi pod łukowatym frontonem drzwiami Bruanta. Północny dziedziniec (cour d'honneur) jest rozszerzony o szeroki plac publiczny (Esplanade des Invalides), gdzie ambasady Austrii i Finlandii sąsiadują z francuskim Ministerstwem Spraw Zagranicznych, tworząc jedną z największych otwartych przestrzeni w sercu Paryża. Na jego końcu most Aleksandra III łączy tę wielką urbanistyczną oś z Petit Palais i Grand Palais. Następnie jest most Inwalidów, dalej Sekwana. Hopital des Invalides był inspiracją dla Wilhelma III Angielskiego przy budowie szpitala wojskowego w Greenwich w 1694 roku.
Budynki nadal mieszczą Institution Nationale des Invalides – krajową instytucję dla niepełnosprawnych weteranów wojennych. Składa się ona z:
- Domu Starców,
- Centrum Medycznego i Chirurgicznego,
- Centrum Zewnętrznych Konsultacji Medycznych.

## Groby i krypty

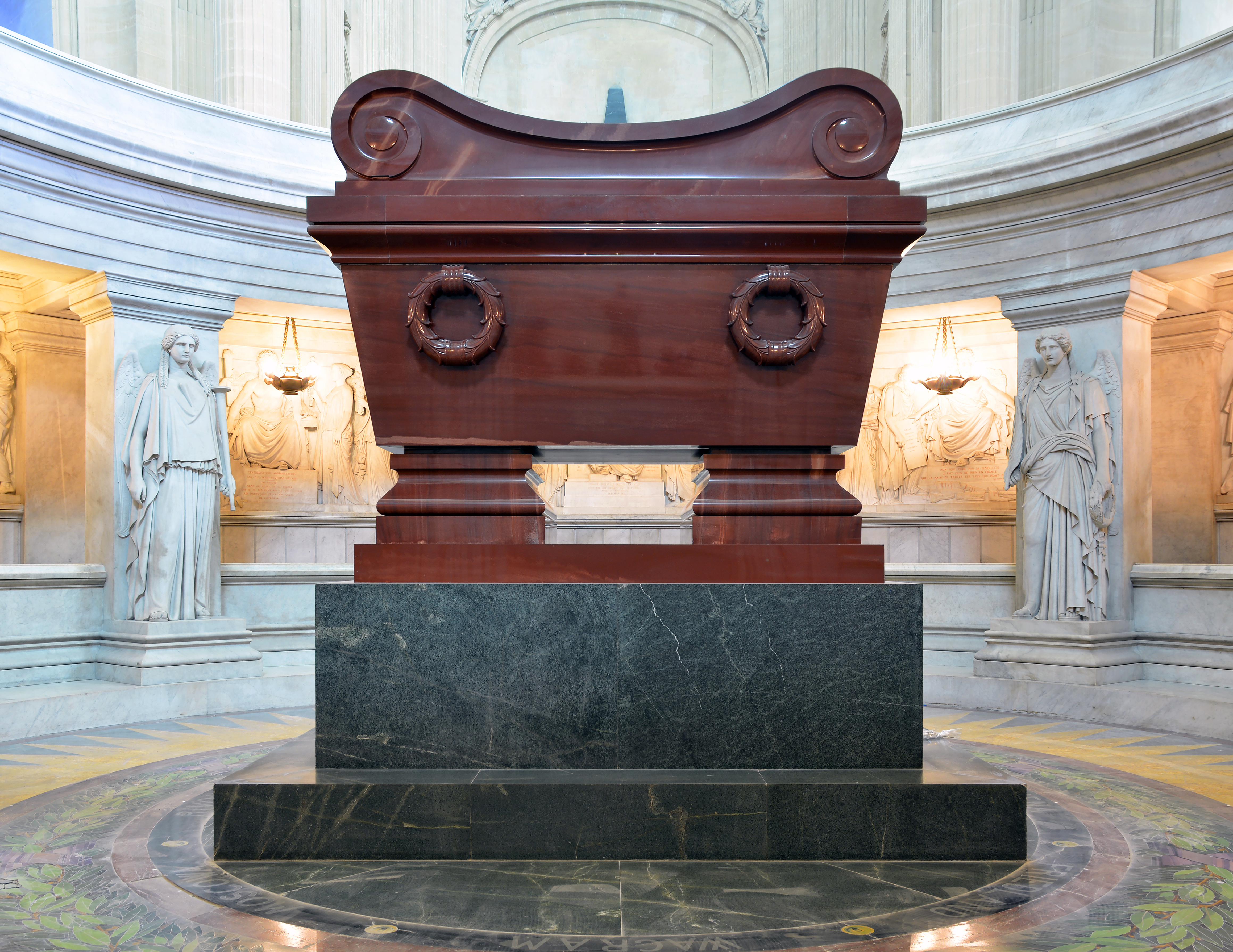
Grób Napoleona Bonaparte

### Grobowce
Najbardziej zauważalnym grobem w Les Invalides jest grób Napoleona Bonaparte. Napoleon został początkowo pochowany na Wyspie Świętej Heleny, ale król Ludwik Filip I zorganizował przeniesienie jego szczątków do Francji w 1840 roku. Wydarzenie to jest znane jako retour des cendres. Szczątki Napoleona zostały pochowane w pierwszej kaplicy św. Jeremiasza w Les Invalides, zanim jego ostatecznym miejscem spoczynku stał się grobowiec zbudowany z czerwonego kwarcytu i po części na bazie zielonego granitu. Został ukończony w 1861 roku.
Niektórzy członkowie rodziny Napoleona, kilku oficerów, którzy mu służyli i inni francuscy wojskowi, którzy również zostali pochowani w Les Invalides:
- Henri Gatien, Comte Bertrand (1773–1844), generał armii podczas pierwszego Cesarstwa Francuskiego, który towarzyszył Napoleonowi w podróży na Elbę, a następnie na Wyspę Świętej Heleny. Przywiózł ciało Napoleona do Francji w 1840 roku;
- Józef Bonaparte (1768–1844), starszy brat Napoleona;
- Jérôme Bonaparte (1784–1860), najmłodszy brat Napoleona;
- Napoleon II (1811–1832), syn Napoleona;
- Thomas Bugeaud (1784–1849), marszałek Francji i zdobywca Algierii;
- François Canrobert (1809–1895), marszałek Francji;
- Geraud Duroc (1774–1813), generał, marszałek dworu Napoleona;
- Claude Joseph Rouget de Lisle (1760–1836), kapitan armii, autor francuskiego hymnu narodowego – Marsylianki;
- Henri de la Tour d’Auvergne, Vicomte de Turenne (1611–1675), znany lepiej jako Turenne, marszałek generalny Francji pod władzą Ludwika XIV i jeden z francuskich największych przywódców wojskowych;
- Sébastien Le Prestre de Vauban serce (1633–1707), projektant umocnień wojskowych Ludwika XIV;
- Pierre Auguste Roques (1856–1920), założyciel Francuskich Sił Powietrznych i minister wojny w 1916 roku;
- Philippe Leclerc de Hauteclocque (1902–1947), marszałek Francji, bohater II wojny światowej, dowódca słynnej 2 Dywizji Pancernej;
- Jean de Lattre de Tassigny (1889–1952), marszałek Francji, dowódca 1 Armii Francuskiej podczas II wojny światowej, a później dowódca w I wojnie indochińskiej.

### Krypty
Ciała osób poniżej są pochowane w podziemiach Les Invalides:
- Marszałek Louis Hubert Gonzalve Lyautey;
- Generał Robert Nivelle;
- Generał Charles Mangin;
- Marszałek Patrice de MacMahon;
- Marszałek Leclerc de Hauteclocque;
- Generał Antoine Charles Louis de Lasalle (1809);
- Generał Jean Ambroise Baston de Lariboisière (1812);
- Marszałek Jean-Baptiste Bessières (1813);
- Marszałek Jean-Baptiste Jourdan (1833);
- 14 ofiar ataku Fieschiego z 28 lipca 1835;
- Marszałek Georges Mouton, comte de Lobau (1839);
- Generał Henri Gatien Bertrand (1844);
- Marszałek Sylvain Charles Valée (1846);
- Admirał Guy-Victor Duperré (1847);
- Generał Géraud Duroc (1847);
- Marszałek Jean-Mathieu-Philibert Sérurier (1847);
- Generał Duvivier (1848);
- Marszałek Thomas Robert Bugeaud (1849);
- Marszałek Horace François Bastien Sébastiani de La Porta (1851);
- Marszałek Rémi Joseph Isidore Exelmans (1852);
- Marszałek Jacques Leroy de Saint-Arnaud (1854);
- Admirał Ferdinand-Alphonse Hamelin (1864);
- Marszałek Aimable Pélissier, książę de Malakoff (1864);
- Marszałek Auguste Regnaud de Saint-Jean d'Angély (1870);
- Marszałek Achille Baraguey d’Hilliers (1878);
- Marszałek François Certain Canrobert (1895);
- Generał Paul Edouard Arnoux, komendant des Invalides (1891-1902);
- Generał Antoine Charles Louis de Lasalle (1897);
- Claude Claude Joseph Rouget de Lisle, kompozytor Marsylianki (1915);
- Generał Pierre Auguste Roques (1920);
- Generał Louis de Maud'huy (1921);
- Generał Georges Louis Humbert (1921);
- Generał Paul Maistre (1922);
- Marszałek Michel-Joseph Maunoury (1923);
- Generał Gabriel Malleterre (1923);
- Generał Antoine de Mitry (1924);
- Admirał Augustin Boué de Lapeyrère (1852–1924);
- Generał Charles Lanrezac (1925);
- Generał Henri Putz (1925);
- Generał Antoine Baucheron de Boissoudy (1926);
- Generał Augustin Gérard (1926);
- Generał Pierre Ruffey (1926);
- Generał Fernand de Langle de Cary (1927);
- Marszałek Émile Fayolle (1928);
- Generał Maurice Sarrail (1929);
- Wiceadmirał Dominique-Marie Gauchet (1931);
- Generał Paul Pau (1932);
- Wiceadmirał Ernest François Fournier (1934);
- Generał Victor Cordonnier (1936);
- Admirał Émile Paul Amable Guépratte (1939);
- Admirał Pierre Alexis Ronarc'h (1940);
- Generał Adolphe Guillaumat (1940);
- Generał Albert d'Amade (1941);
- Generał Victor d'Urbal (1943);
- Marszałek Louis Franchet d'Espèrey (1942);
- Generał Paul Prosper Henrys (1944);
- Generał Henri Giraud (1949);
- Generał Denis Auguste Duchêne (1950);
- Generał Houdémon (1959);
- Generał Kitzler (1962);
- Generał Raoul Magrin-Vernerey (1964);
- Marszałek Alphonse Juin (1967).

Serca poniższych osób zostały pochowane w podziemiach Les Invalides, podczas gdy ich ciała spoczęły w innym miejscu:
- Jean Beryrand, przywódca Senneric (1691);
- Generał Jean-Baptiste Kléber;
- Generał Jean-Joseph Ange d'Hautpoul (1807);
- Generał major Baptiste Pierre Bisson (1811);
- Major generał Jean Baptiste Eblé (1813);
- Generał Louis Baraguey d’Hilliers (1813);
- Marie Maurille de Sombreuil, hrabina Villelume (1823);
- Porucznik generalny Vincent Martel Deconchy (1823);
- Generał major François-Marie-Casimir Négrier (1848).